# La Gazzetta dello Sport
La Gazzetta dello Sport  est le plus ancien quotidien sportif italien. Tout comme le quotidien milanais Corriere della Sera, il appartient au groupe RCS (Rizzoli-Corriere della Sera).

## Ligne éditoriale
Basée à Milan, La Gazzetta, tout comme ses concurrents (Tuttosport à Turin et Corriere dello Sport - Stadio à Rome et à Bologne), privilégie les clubs portant les couleurs de cette ville. La Gazzetta fut ainsi particulièrement active lors du scandale des matchs truqués en Serie A en 2006 qui impliquait principalement la Juventus et donc Turin.

## Historique
Sous l'impulsion de Eliso Rivera et Eugenio Camillo Costamagna, La Gazzetta dello Sport est créée comme bihebdomadaire le 3 avril 1896 à l'occasion des premiers Jeux olympiques de l'ère moderne à Athènes en 1896 à la suite de la fusion des deux titres sportifs Il Ciclista et La Tripletta.
Il est d'abord publié sur du papier vert clair puis sur du papier rose depuis 1899, d'où le maillot rose du vainqueur du Tour d'Italie en cyclisme. Le maillot rose fait son apparition sur le Giro en 1931. La Gazzetta fut dès sa création active au niveau de l'organisation d'épreuves sportives, surtout dans le domaine cycliste. Ainsi, dès son premier numéro, un encadré en première page annonce l'organisation d'une course cycliste Milan-Monza-Lecco-Erba organisée par le journal. Sur le modèle français du Tour de France, La Gazzetta met en place le Tour d'Italie en 1909 après en avoir fait l'annonce dans ses colonnes le 7 août 1908, coiffant sur le poteau le Corriere della Sera qui avait un projet similaire.
Bihebdomadaire de 1896 à 1909, puis trihebdomadaire après le premier Tour d'Italie en mai 1909, le titre devient quotidien en 1913. Pendant la Première Guerre mondiale, La Gazzetta limite ses tirages et redevient bihebdomadaire avant de retrouver une cadence quotidienne en 1919.
En 2005, La Gazzetta reste le quotidien sportif italien le plus vendu avec 3 335 284 exemplaires vendus par jour en moyenne pour 2 866 abonnés devant Il Corriere dello Sport (237 333) et Tuttosport (112 384)[réf. nécessaire].

## Directeurs
- 1896 - Eugenio Camillo Costamagna et Eliso Rivera
- 1898 - Eugenio Camillo Costamagna et Roderico Rizzotti
- 1902 - Eugenio Camillo Costamagna
- 1913 - Arturo Mercanti puis Edgardo Longoni
- 1914 - Ugo Toffaletti puis Vittorio Varale
- 1922 - Emilio Colombo
- 1923 - Emilio Colombo, Adolfo Cotronei, Lando Ferretti, Armando Cougnet, Ermete Della Guardia, Pietro Petroselli (comité de direction)
- 1924 - Emilio Colombo
- 1936 - Bruno Roghi
- 1943 - Ugo Toffaletti puis Armando Cougnet
- 1944 - Emilio Colombo et Luigi Ferrario
- 1945 - Bruno Roghi
- 1947 - Emilio De Martino
- 1949 - Giuseppe Ambrosini
- 1950 - Giuseppe Ambrosini et Gianni Brera
- 1954 - Giuseppe Ambrosini
- 1960 - Giuseppe Ambrosini et Gualtiero Zanetti
- 1961 - Gualtiero Zanetti
- 1973 - Giorgio Mottana
- 1975 - Remo Grigliè
- 1976 - Gino Palumbo
- 1983 - Candido Cannavò
- 2002 - Pietro Calabrese
- 2004 - Antonio Di Rosa
- 2006 - Carlo Verdelli

## Scandale
Le dimanche 24 juin 2012, l'Allemagne affronte l'Italie en quart de finale de l'Euro 2012. Le jour même, La Gazetta dello Sport publie une caricature représentant Mario Balotelli, joueur de football de la sélection italienne, en King Kong accroché à Big Ben. Une grande polémique éclate. Le 27 juin, le quotidien présente ses excuses : « Nous devons reconnaître qu'il ne s'agit pas du meilleur dessin de notre caricaturiste. […] Si quelqu'un s'est senti offensé, nous nous en excusons. Ce journal a toujours combattu le racisme sur les terrains et dénoncé les bruits de singe à l'adresse de Balotelli dans les stades. »,.